# Manuel Locatelli
Manuel Locatelli (ur. 8 stycznia 1998 w Lecco) – włoski piłkarz występujący na pozycji pomocnika we włoskim klubie Juventus oraz w reprezentacji Włoch. Wychowanek Milanu.

## Kariera klubowa

### Początki kariery
Locatelli rozpoczął karierę w Atalancie, a w wieku 11 lat przeniósł się do Milanu. W barwach Rossoneri przeszedł przez wszystkie kategorie juniorskie, od Esordienti do Primavera. W marcu 2015 r. Locatelli podpisał swój pierwszy profesjonalny kontrakt z Milanem, obowiązujący do 30 czerwca 2018 r.

### Milan
W sezonie 2015/16 decyzją ówczesnego trenera Siniša Mihajlovicia został przesunięty do pierwszej drużyny Milanu. Zadebiutował w Serie A 21 kwietnia 2016 r., zastępując Andrea Poliego w zremisowanym 0-0 meczu u siebie z Carpi. 2 października 2016 roku, po wejściu na boisko jako zmiennik kapitana Riccardo Montolivo, Locatelli strzelił swojego pierwszego gola w Serie A, oddając pierwszy celny ligowy strzał w karierze, w wygranym 4:3 meczu z Sassuolo. Po serii występów w zastępstwie kontuzjowanego Montolivo, Locatelli otrzymał i przyjął ofertę przedłużenia kontraktu do 30 czerwca 2020 r.
Locatelli rozpoczął sezon 2017/18 jako zawodnik podstawowego składu w rewanżowym meczu kwalifikacyji Ligi Europy przeciwko Universitatea Krajowa, odgrywając kluczową rolę w wygranym 2:0 spotkaniu. Powrót po kontuzji Montolivo, a także dołączenie do klubu Lucasa Biglii spowodowało, że pod wodzą Vincenzo Montelli Locatelli zaczął występować rzadziej. W listopadzie 2017 roku Montella został zwolniony i zastąpiony przez Gennaro Gattuso, który jednak też wolał stawiać na Montolivo i Biglie. Locatelli zakończył sezon z zaledwie 15 występami w podstawowym składzie (z czego tylko 5 w Serie A) i 18 razy pojawiał się z ławki rezerwowych.

### Sassuolo
Latem 2018 roku Milan pozyskał na zasadzie wypożyczenia Tiémoué Bakayoko i zasugerował, aby Locatelli dołączył do innej drużyny Serie A na zasadzie wypożyczenia, najlepiej bez opcji wykupu. Locatelli zgodził się odejść, ale złożył prośbę o definitywny transfer, podając jako powód swojej decyzji brak zaufania do niego ze strony klubu. W dniu 13 sierpnia 2018 roku Locatelli odszedł na wypożyczenie do Sassuolo, z obowiązkiem wykupu.

### Juventus
18 sierpnia 2021 roku przeniósł się do Juventusu na mocy dwuletniego bezpłatnego wypożyczenia z zobowiązaniem wykupu w wysokości 25 mln euro (plus 12,5 mln premii). Kilka dni później, 22 sierpnia, zadebiutował w barwach czarno-białych, wchodząc na boisko jako rezerwowy w drugiej połowie zremisowanego 2:2 meczu z Udinese. 14 września zadebiutował w Lidze Mistrzów, w meczu fazy grupowej wygranym 3:0 z Malmö FF. 26 września w wygranym 3:2 meczu z Sampdorią strzelił swojego pierwszego ligowego gola dla Juventusu Tydzień później rozstrzygają się wyjazdowe derby Turynu, w których strzelono gola w 86. minucie. Swój pierwszy sezon w Turynie zakończył z 43 występami we wszystkich rozgrywkach i 3 golami w lidze.
Z początkiem sezonu 2022/23 zmienia numer na koszulce z 27 na 5. W tym sezonie rozegrał 49 meczów bez zdobytej bramki. 22 października 2023 roku, siedem lat później, ponownie zdecydował o meczu Milanu z Juventusem, strzelając zwycięskiego gola dla Bianconeri w 63. minucie. 9 listopada następnego roku ogłoszono oficjalne przedłużenie jego kontraktu do 2028 roku. Dwa dni później, w meczu z Cagliari, po raz pierwszy w barwach Juve założył opaskę kapitańską.

## Kariera międzynarodowa
Z drużyną Włoch do lat 17 wziął udział w Mistrzostwach Europy U-17 2015. Rok później z drużyną U-19 zajął drugie miejsce w Mistrzostwach Europy U-19 2016.
W reprezentacji Włoch U-21 zadebiutował 23 marca 2017 roku w towarzyskim meczu z Polską. W czerwcu 2017 został włączony przez menedżera Luigi Di Biagio do kadry Włoch na Mistrzostwa Europy U-21 2017. W turnieju Włosi zostali wyeliminowani przez Hiszpanię w półfinale.
Brał również udział w Mistrzostwach Europy U-21 2019.
Locatelli zadebiutował w seniorskiej reprezentacji Włoch 7 września 2020 roku, grając jako zawodnik podstawowego składu w meczu Ligi Narodów UEFA, wygranym 1:0 z Holandią w Amsterdamie.
11 lipca 2021 zdobył z reprezentacją Włoch Mistrzostwo Europy.

## Statystyki kariery
(aktualne na dzień 7 czerwca 2025)
| Klub               | Sezon              | Liga               | Liga  | Liga | Puchar kraju | Puchar kraju | Europe | Europe | Inne  | Inne | Suma  | Suma |
| Klub               | Sezon              | Liga               | Mecze | Gole | Mecze        | Gole         | Mecze  | Gole   | Mecze | Gole | Mecze | Gole |
| ------------------ | ------------------ | ------------------ | ----- | ---- | ------------ | ------------ | ------ | ------ | ----- | ---- | ----- | ---- |
| Milan              | 2015/16            | Serie A            | 2     | 0    | 0            | 0            | –      | –      | –     | –    | 2     | 0    |
| Milan              | 2016/17            | Serie A            | 25    | 2    | 2            | 0            | –      | –      | 1     | 0    | 28    | 2    |
| Milan              | 2017/18            | Serie A            | 21    | 0    | 3            | 0            | 9      | 0      | –     | –    | 33    | 0    |
| Milan              | Łącznie            | Łącznie            | 48    | 2    | 5            | 0            | 9      | 0      | 1     | 0    | 63    | 2    |
| Sassuolo           | 2018/19            | Serie A            | 29    | 2    | 2            | 1            | –      | –      | –     | –    | 31    | 3    |
| Sassuolo           | 2019/20            | Serie A            | 33    | 0    | 1            | 0            | –      | –      | –     | –    | 34    | 0    |
| Sassuolo           | 2020/21            | Serie A            | 34    | 4    | 0            | 0            | –      | –      | –     | –    | 34    | 4    |
| Sassuolo           | Łącznie            | Łącznie            | 96    | 6    | 3            | 1            | 0      | 0      | 0     | 0    | 99    | 7    |
| Juventus (wyp.)    | 2021/22            | Serie A            | 31    | 3    | 4            | 0            | 7      | 0      | 1     | 0    | 43    | 3    |
| Juventus (wyp.)    | 2022/23            | Serie A            | 32    | 0    | 4            | 0            | 13     | 0      | 0     | 0    | 49    | 0    |
| Juventus           | 2023/24            | Serie A            | 36    | 1    | 4            | 0            | –      | –      | –     | –    | 40    | 1    |
| Juventus           | 2024/25            | Serie A            | 36    | 2    | 2            | 0            | 9      | 0      | 1     | 0    | 48    | 2    |
| Juventus           | Łącznie            | Łącznie            | 135   | 6    | 14           | 0            | 29     | 0      | 2     | 0    | 180   | 6    |
| Łącznie w karierze | Łącznie w karierze | Łącznie w karierze | 279   | 14   | 22           | 1            | 38     | 0      | 3     | 0    | 342   | 15   |